# Kövi veréb
A kövi veréb (Petronia petronia)  a madarak osztályának verébalakúak (Passeriformes)  rendjébe és a verébfélék (Passeridae) családjába tartozó Petronia nem egyetlen faja.

## Rendszerezése
A fajt Carl von Linné svéd természettudós írta le 1766-ban, a Fringilla nembe Fringilla Petronia néven.

## Alfajai
- Petronia petronia petronia (Linnaeus, 1766) – Madeira és a Kanári-szigetek, Dél-Európa és Nyugat-Törökország
- Petronia petronia barbara (Erlanger, 1899) – Északnyugat-Afrika
- Petronia petronia puteicola (Festa, 1894) – Dél-Törökország, Szíria, Libanon, Izrael és Jordánia
- Petronia petronia exigua (Hellmayr, 1902) –  Közép-Törökország, a Kaukázus vidéke, Észak-Irán és Észak-Irak
- Petronia petronia kirhizica (Sushkin, 1925) – Közép-Ázsia a Kaszpi-tengertől Kirgizisztánig
- Petronia petronia intermedia (Hartert, 1901) – Irán, Észak-Afganisztán és Északnyugat-Kína
- Petronia petronia brevirostris (Taczanowski, 1874) – Mongólia, Szibéria déli és középső része valamint észak- és közép-Kína

## Előfordulása
A kövi veréb hazája Közép- és Dél-Európa Spanyolországtól Görögországon át Szmirnáig. Északnyugat-Afrikában, a Kanári-szigeteken, Szardínián és Korzikán, Nyugat- és Délnyugat-Ázsiában, Kelet-Szibériában és Afganisztánban is előfordulnak.
Természetes élőhelyei a szubtrópusi és trópusi gyepek, sziklás környezetben, valamint városi régiók. Állandó, nem vonuló faj.

## Megjelenése
Testhossza 16 centiméter, szárnyfesztávolsága 28-32 centiméter, testtömege 35-39 gramm. Hátoldala világos földbarna, az orrlyuktól a szem fölött a nyakszirtig húzódó két széles sáv sötétbarna. A kettő között a fejtető közepén húzódó csík világosbarna, mely a nyakszirt felé fakó sárgásbarnába megy át; a szem mögött és fölött kezdődik egy világos fakószürke kantársáv, mely a halántékon húzódik lefelé s alsó oldalán sötétbarna vonal határolja. A sötétbarna dolmány széles, barnásfehér, széles hosszanti foltokkal csíkozott. A felső farkfedők hegye fakófehér. Pofája, nyaka, oldala egyszínű földbarnás, hasi oldala sárgásfehér; a tollak fakóbarna szegélyezése folytán a begy, mell, de különösen a hastáj két oldala hosszanti csíkozást mutat. Torka közepén tojásdad alakú, keresztben álló világossárga foltja van; az alsó farkfedők barnák, hegyükön széles sárgásfehér szegéllyel. A sötétbarna evezők külső zászlójának és hegyének barnás szegélye az első rendű evezőktől a harmadrendűek felé mindinkább szélesedik; a leghátsó evezők hegyén azonkívül nagy fakófehér folt is van. A külső zászlón keskeny fehér szegélyt viselő szárnyfedők sötétbarnák, míg a leghosszabb fedők végén lévő széles szennyesfehér szegő a szárnyon keresztsávot alkot; az összes evezőtollak belső zászlójának széle fakóbarnás. A sötétbarna farktollak a tövük felé világosodnak, s a belső zászló hegyét nagy fehér folt díszíti; a két legszélső kormánytoll külső zászlója fakófehéres, míg a többinek keskeny szegélye sárgás olajbarna. Szeme sötétbarna, csőre olajsárga, de a felső káva sötétebb; lába vörhenyes szaruszínű.
|  |

## Életmódja
Nem kötődik szorosan az emberi településekhez. Mindig félénk és óvatos. Mozgása eltér rokonai mozgásától. Surrogó szárnycsapásokkal gyorsan repül, leszállás előtt erősen kiterjesztett szárnyakkal lebeg s ezáltal inkább hasonlít a keresztcsőrűhöz, mint a verébhez. A földön ügyesen ugrál; mikor ül, testtartása felegyenesedő, farkát gyakran billegeti. Hívóhangja csettegő háromtagú „Giüib”, melynél e a két utolsó szótagot nyomja meg, vészkiáltása verébszerű „errr”, éneke gyakran megszakított egyszerű csiripelés és csicsergés. Ez némileg emlékeztet a süvöltő hangjára is, de azért kellemesnek nem mondható.

## Szaporodása
Fészekalja 3-7 tojásból áll, melyen 12-14 napig kotlik.
|  |

## Természetvédelmi helyzete
Az elterjedési területe rendkívül nagy, egyedszáma pedig növekszik. A Természetvédelmi Világszövetség Vörös listáján nem fenyegetett fajként szerepel.